# جان دنیلز (بازیکن فوتبال)
جان دنیلز (انگلیسی: John Daniels؛ زادهٔ ۱۹۱۵) بازیکن فوتبال اهل انگلیس است.